# Port des Monards
Le port des Monards est un port de pêche, de plaisance et de commerce — quoique très modeste (sable et granulats) — partagé entre les communes de Barzan et de Chenac-Saint-Seurin-d'Uzet, en Charente-Maritime et en région Nouvelle-Aquitaine. Établi au point de confluence de deux modestes cours d'eau tributaires de l'estuaire de la Gironde, le Rambaud et la Rivière de Chauvignac, qui en se rejoignant forment le chenal des Monards, il a une capacité de 80 places. 
Une entreprise d'extraction et de vente de sable et de granulats y est basée. Il s'agit de la dernière des environs, celles de Port-Maubert et de Mortagne ayant cessé leurs activités. 
Les abords du port, particulièrement verdoyants, accueillent deux auberges-restaurant et des tables de pique-nique. Le port des Monards est une des étapes d'un sentier de grande randonnée balisé, le GR 360.

## Présentation
Le port des Monards, au cœur du hameau du même nom, qui aligne ses maisons traditionnelles saintongeaises bordées de roses trémières à quelques pas de l'estuaire de la Gironde, est de ces sites méconnus de l'arrière-pays royannais, en marge des stations balnéaires de la côte de Beauté. Il doit son nom de « monard » à un mot saintongeais désignant un cours d'eau alimentant un moulin (celui-ci est toujours visible). Autrefois port de pêche et station de pilotage, il est cité dès 1681. Des aménagements majeurs sont apportés entre 1845 et 1849. Dès lors, comme nombre de petits ports estuariens, il sert au transit de la farine, des céréales, du vin, des eaux-de-vie (cognac et pineau des Charentes) mais aussi de la houille venue d'Angleterre. 
Jusqu'à une date assez récente (fin des années 1970), on y appareille pour la pêche à l'esturgeon, « poisson-roi » qui donnait un caviar très estimé. La surpêche a eu raison de cette activité; on produit toujours du caviar (caviar de Gironde ou caviar d'Aquitaine), mais il est prélevé sur des poissons d'élevage.
De nos jours, le port des Monards est un havre discret, prisé des plaisanciers désireux de s'éloigner des centres urbains de la côte de Beauté et en quête d'espaces préservés. Ses pontons de bois, typiques des ports estuariens des environs, sont aménagés au débouché des deux cours d'eau, formant deux branches distinctes. La plus grande est longue de 270 mètres, la plus petite, de 150 mètres ; toutes deux sont larges de 20 mètres et profondes d'environ 4,50 mètres.